# Donald Campbell
Donald Campbell Mclean (Valparaíso, 1919 - Berlín, 12 de septiembre de 1944) fue un jugador chileno de rugby que se desempeñó como centro.
Donald jugó para los Cóndores y es considerado uno de los mejores jugadores de la historia que dio su país. Su hermano menor Ian Campbell, también fue un jugador destacado y desde 2012 ambos son miembros del Salón de la Fama de la World Rugby.

## Biografía
Su padre fue Colin Campbell un futbolista nacido en Perú de ascendencia escocesa que jugó para Chile.
Donald empezó a jugar rugby en su colegio, el St. Peters School de Valparaíso donde además se destacó en fútbol y críquet pero prefirió el deporte jugado por caballeros.
En 1941 fue reclutado por las fuerzas Armadas británicas, ingresando a la Royal Air Force ese año y el 12 de septiembre de 1944 fue derribado en tierras alemanas durante una operación, tenía 24 años.
Curiosamente sufrió el mismo destino que su compatriota el príncipe Alexander Obolensky, otra joven promesa del rugby de la época, falleciendo ambos a la misma edad y en la Segunda Guerra Mundial.

## Carrera
Debutó en 1937 en la primera de su club el; Prince of Wales Country Club con el que jugó hasta su reclutamiento en Europa.
En 2012, durante la ceremonia de introducción al Salón de la Fama de la WR, su hermano en un discurso emocional dijo sobre él:

«Este es un gran honor para mí y yo no podría estar más contento por el hecho de que Donald haya sido incluido en este Salón. Él era mi héroe deportivo; tanto es así, que cuando era un niño todo lo que quería era ser capaz de jugar rugby con él cuando creciera. Ian Campbell, 2012».

## Selección nacional
Donald debutó en el equipo nacional frente a Argentina en Buenos Aires el 12 de agosto de 1938, fue derrota chilena 33-3. Continuó siendo convocado hasta su reclutamiento.